# Ministri della giustizia della Romania
Questo elenco comprende i ministri della giustizia della Romania e delle sue precedenti entità politiche, a partire dal 1859.
Sono indicate le date di inizio mandato.

## Principato di Romania
- Manolache Costache Epureanu - 17 gennaio 1859; 27 aprile 1859
- Ion Al. Filipescu - 25 gennaio 1859
- Constantin Hurmuzachi - 8 marzo 1859; 17 gennaio 1861
- Ioan C. Cantacuzino - 27 marzo 1859; 6 settembre 1859; 5 ottobre 1861; 19 luglio 1861
- Gheorghe Crețeanu - 6 ottobre 1859; 11 ottobre 1859
- Dimitrie Sc. Miclescu - 10 novembre 1859
- Gheorghe Apostoleanu - 30 marzo 1860
- Damaschin Bojincă - 30 aprile 1860
- Vasile Boerescu - 28 maggio 1860; 17 novembre 1868
- Nicolae Bițcoveanu - 11 aprile 1861
- Constantin Hurmuzachi - 17 gennaio 1861
- Constantin Rolla - 23 maggio 1861
- Constantin N. Brăiloiu - 30 aprile 1861; 22 gennaio 1862
- Grigore Arghiropol - 12 maggio 1861
- Dimitrie Ghica - 30 luglio 1861; 21 gennaio 1870
- Apostol Arsache - 21 ottobre 1861
- Dimitrie Cornea - 7 giugno 1862
- Nicolae Crețulescu - 30 dicembre 1862; 3 luglio 1862; 8 agosto 1863; 19 giugno 1864, 11 marzo 1871
- Barbu Bellu - 14 giugno 1863
- Dimitrie Vioreanu - 15 agosto 1863; 2 febbraio 1870; 5 aprile 1876
- Alexandru Papiu-Ilarian - 11 ottobre 1863
- P. Orbescu - 1 marzo 1864 (ad interim); 6 maggio 1864
- Grigore Bengescu - 21 gennaio 1865
- George Vernescu - 26 gennaio 1865
- Dimitrie Cariagdi  14 giugno 1865; 18 dicembre 1870
- Ion C. Cantacuzino - 11 febbraio 1866
- Constantin Crețulescu - 1 marzo 1867
- Ștefan Golescu - 5 agosto 1867
- Anton I. Arion - 17 agosto 1867; 13 novembre 1867
- Constantin Eraclide - 3 novembre 1868
- George Gr. Cantacuzino - 24 gennaio 1870
- Alexandru Lahovari - 20 aprile 1870; 4 ottobre 1873
- Gheorghe Costaforu - 8 giugno 1871
- Manolache Costache Epureanu - 28 ottobre 1872
- Christian Tell - 31 marzo 1873
- Mihail Pherekyde - 27 aprile 1876, 9 aprile 1871
- Eugeniu Stătescu - 24 luglio 1876; 16 novembre 1881; 1 agosto 1882; 16 dicembre 1885; 4 ottobre 1895; 8 luglio 1902
- Ion I. Câmpineanu - 27 gennaio 1877
- Anastase Stolojan - 11 luglio 1879; 5 gennaio 1898

## Regno di Romania
- Dimitrie Gianni - 9 luglio 1880; 1 marzo 1888
- Gheorghe Chițu - 25 gennaio 1882; 1 ottobre 1883 (ad interim)
- Nicolae Voinov - 15 novembre 1883
- Constantin Nacu - 2 febbraio 1885
- Alexandru Marghiloman - 23 marzo 1888
- George D. Vernescu - 12 novembre 1888; 21 febbraio 1891 (ad interim)
- Nicolae Gherassi - 29 marzo 1889
- Theodor Rosetti - 5 novembre 1889
- Grigore Triandafil - 16 novembre 1890
- Nicolae Blaremberg - 3 novembre 1891
- Dimitrie C. Sturdza-Scheianu - 27 novembre 1891
- Ștefan Șendrea - 22 novembre 1896
- Alexandru G. Djuvara - 31 marzo 1897
- George D. Pallade - 12 gennaio 1898
- Constantin I. Stoicescu - 1 ottobre 1898; 14 febbraio 1901
- Constantin G. Dissescu - 11 aprile 1899
- Titu Maggioorescu - 7 luglio 1900
- Alexandru Gianni - 19 ottobre 1903
- Alexandru Bădărău - 22 dicembre 1904
- Dimitrie Greceanu - 5 giugno 1906
- Toma Stelian - 12 marzo 1907
- Mihail G. Cantacuzino - 29 dicembre 1910; 11 dicembre 1916
- Victor Antonescu - 4 gennaio 1914; 14 novembre 1933; 5 gennaio 1934; 2 ottobre 1934
- Constantin Argetoianu - 29 gennaio 1918; 13 marzo 1920 (ad interim)
- Dimitrie Dobrescu - 16 marzo 1918
- Ion Mitilineu - 4 giugno 1918
- Artur Văitoianu - 24 ottobre 1918 (ad interim)
- Dumitru Buzdugan - 28 ottobre 1918
- Em. Miclescu - 27 settembre 1919
- Ion Pelivan - 5 dicembre 1919 (delegato presso la Conferenza di pace di Parigi, è stato supplito ad interim per l'intero mandato dal ministro di stato St. C. Pop)
- Matei Cantacuzino - 31 marzo 1920
- Dimitrie Greceanu - 27 agosto 1920 (ad interim); 16 novembre 1920
- Take Ionescu - 9 dicembre 1920 (ad interim)
- Mihail Antonescu - 1 gennaio 1921
- Stelian Popescu - 17 dicembre 1921; 4 giugno 1927
- Ioan Theodor Florescu - 19 gennaio 1922
- George G. Mârzescu - 29 ottobre 1923
- Teodor Cudalbu - 30 marzo 1926
- Grigore Iunian - 10 novembre 1928; 13 giugno 1930; 10 ottobre 1930
- Voicu Nițescu - 7 marzo 1930; 7 giugno 1930; 6 dicembre 1930
- Gheorghe Mironescu - 7 giugno 1930 (ad interim)
- Constantin Hamangiu - 18 aprile 1931
- Victor Vâlcovici - 7 gennaio 1932
- Valeriu Pop - 9 gennaio 1932; 1 febbraio 1935
- Virgil Potârcă - 6 giugno 1932
- Mihai Popovici - 11 agosto 1932; 20 ottobre 1932; 14 gennaio 1933; 22 settembre 1933
- Emil Hațieganu - 22 luglio 1933 (ad interim)
- Mircea Djuvara - 29 agosto 1936
- Vasile P. Sassu - 23 febbraio 1937
- Vasile Rădulescu Mehedinți - 29 dicembre 1937
- Mircea Cancicov - 11 febbraio 1938 (ad interim)
- Victor Iamandi - 30 marzo 1938
- Istrate Micescu - 24 novembre 1939
- Aurelian Bentoiu - 11 maggio 1940
- Ion V. Gruia - 4 luglio 1940
- Mihai A. Antonescu - 14 settembre 1940
- Gheorghe Docan - 27 gennaio 1941
- Constantin I. Stoicescu - 15 febbraio 1941
- Ion C. Marinescu - 14 agosto 1942
- Lucrețiu Pătrășcanu - 23 agosto 1944 (ad interim); 4 novembre 1944
- Ion Balțeanu - 1 settembre 1944 (ad interim)
- Aureliu Căpățână - 7 settembre 1944
- Dimitrie Negel - 4 ottobre 1944 (ad interim)

## Repubblica Socialista di Romania
- Avram Bunaciu - 15 aprile 1948; 31 dicembre 1957
- Stelian Nițulescu - 24 settembre 1949
- Anton Tatu Jianu - 28 gennaio 1953
- Gheorghe Diaconescu - 31 maggio 1954; 23 gennaio 1958
- Ion Constantin Manoliu - 21 marzo 1961
- Adrian Dimitriu - 18 marzo 1965
- Teodor Vasiliu - 28 novembre 1970
- Emil Nicolcioiu - 18 marzo 1975
- Constantin Stătescu - 26 gennaio 1977
- Justin Grigoraș - 24 ottobre 1979
- Ioan Ceterechi - 29 marzo 1980
- Gheorghe Chivulescu - 23 gennaio 1982
- Maria Bobu - 3 ottobre 1987

## Romania dal 1989
| Ministro                         | Ministro         | Ministro                             | Partito                                                                              | Governo                                 | Mandato          | Mandato          | Leg.             |
| Ministro                         | Ministro         | Ministro                             | Partito                                                                              | Governo                                 | Inizio           | Fine             | Leg.             |
| -------------------------------- | ---------------- | ------------------------------------ | ------------------------------------------------------------------------------------ | --------------------------------------- | ---------------- | ---------------- | ---------------- |
| Giustizia (Ministerul Justiției) |                  |                                      |                                                                                      |                                         |                  |                  |                  |
|                                  |                  | Teofil Pop (1930-1998)               | Fronte di Salvezza Nazionale                                                         | Governo Roman I                         | 3 gennaio 1990   | 28 giugno 1990   | Provvisoria      |
|                                  |                  | Victor Babiuc (1938-2023)            | Fronte di Salvezza Nazionale                                                         | Governo Roman II                        | 28 giugno 1990   | 16 ottobre 1991  | I                |
|                                  |                  | Mircea Ionescu Quintus (1917-2017)   | Partito Nazionale Liberale                                                           | Governo Stolojan                        | 16 ottobre 1991  | 19 novembre 1992 | I                |
|                                  |                  | Petre Ninosu (1944-2008)             | Fronte Democratico di Salvezza Nazionale Partito della Democrazia Sociale di Romania | Governo Văcăroiu                        | 19 novembre 1992 | 6 marzo 1994     | II               |
|                                  |                  | Iosif Gavril Chiuzbaian (1945-2014)  | Partito dell'Unità Nazionale Romena                                                  | Governo Văcăroiu                        | 6 marzo 1994     | 3 settembre 1996 | II               |
|                                  |                  | Ion Predescu (1927-2020)             | Partito della Democrazia Sociale di Romania                                          | Governo Văcăroiu                        | 3 settembre 1996 | 12 dicembre 1996 | II               |
|                                  |                  | Valeriu Stoica (1953)                | Partito Nazionale Liberale                                                           | Governo Ciorbea                         | 12 dicembre 1996 | 17 aprile 1998   | III              |
| Governo Vasile                   | 17 aprile 1998   | Valeriu Stoica (1953)                | Partito Nazionale Liberale                                                           | 22 dicembre 1999                        |                  |                  | III              |
| Governo Isărescu                 | 22 dicembre 1999 | Valeriu Stoica (1953)                | Partito Nazionale Liberale                                                           | 28 dicembre 2000                        |                  |                  | III              |
|                                  |                  | Rodica Stănoiu (1939)                | Partito della Democrazia Sociale di Romania Partito Social Democratico               | Governo Năstase                         | 28 dicembre 2000 | 10 marzo 2004    | IV               |
|                                  |                  | Cristian Diaconescu (1959)           | Partito Social Democratico                                                           | Governo Năstase                         | 10 marzo 2004    | 29 dicembre 2004 | IV               |
|                                  |                  | Monica Macovei (1959)                | Indipendente                                                                         | Governo Tăriceanu I                     | 29 dicembre 2004 | 5 aprile 2007    | V                |
|                                  |                  | Tudor Chiuariu (1976)                | Partito Nazionale Liberale                                                           | Governo Tăriceanu II                    | 5 aprile 2007    | 10 dicembre 2007 | V                |
|                                  |                  | Teodor Meleșcanu (ad interim) (1941) | Partito Nazionale Liberale                                                           | Governo Tăriceanu II                    | 15 gennaio 2008  | 29 febbraio 2008 | V                |
|                                  |                  | Cătălin Predoiu (1968)               | Indipendente                                                                         | Governo Tăriceanu II                    | 29 febbraio 2008 | 22 dicembre 2008 | V                |
| Governo Boc I                    | 22 dicembre 2008 | Cătălin Predoiu (1968)               | Indipendente                                                                         | 23 dicembre 2009                        | VI               |                  |                  |
| Governo Boc II                   | 23 dicembre 2009 | Cătălin Predoiu (1968)               | Indipendente                                                                         | 9 febbraio 2012                         | VI               |                  |                  |
| Governo Ungureanu                | 9 febbraio 2012  | Cătălin Predoiu (1968)               | Indipendente                                                                         | 7 maggio 2012                           | VI               |                  |                  |
|                                  |                  | Titus Corlățean (1968)               | Partito Social Democratico                                                           | Governo Ponta I                         | VI               | 7 maggio 2012    | 6 agosto 2012    |
|                                  |                  | Victor Ponta (ad interim) (1972)     | Partito Social Democratico                                                           | Governo Ponta I                         | VI               | 6 agosto 2012    | 23 agosto 2012   |
|                                  |                  | Mona Pivniceru (1958)                | Indipendente                                                                         | Governo Ponta I                         | VI               | 23 agosto 2012   | 21 dicembre 2012 |
| Governo Ponta II                 | 21 dicembre 2012 | Mona Pivniceru (1958)                | Indipendente                                                                         | 28 marzo 2013                           | VII              |                  |                  |
| Governo Ponta II                 |                  |                                      | Victor Ponta (ad interim) (1972)                                                     | Partito Social Democratico              | VII              | 28 marzo 2013    | 15 aprile 2013   |
| Governo Ponta II                 |                  |                                      | Robert Cazanciuc (1971)                                                              | Indipendente Partito Social Democratico | VII              | 15 aprile 2013   | 5 marzo 2014     |
| Governo Ponta III                | 5 marzo 2014     | 17 dicembre 2014                     | Robert Cazanciuc (1971)                                                              | Indipendente Partito Social Democratico | VII              |                  |                  |
| Governo Ponta IV                 | 17 dicembre 2014 | 17 novembre 2015                     | Robert Cazanciuc (1971)                                                              | Indipendente Partito Social Democratico | VII              |                  |                  |
|                                  |                  | Raluca Prună (1969)                  | Indipendente                                                                         | Governo Cioloș                          | VII              | 17 novembre 2015 | 4 gennaio 2017   |
|                                  |                  | Florin Iordache (1960)               | Partito Social Democratico                                                           | Governo Grindeanu                       | 4 gennaio 2017   | 9 febbraio 2017  | VIII             |
|                                  |                  | Ana Birchall (ad interim) (1973)     | Partito Social Democratico                                                           | Governo Grindeanu                       | 9 febbraio 2017  | 23 febbraio 2017 | VIII             |
|                                  |                  | Tudorel Toader (1960)                | Indipendente                                                                         | Governo Grindeanu                       | 23 febbraio 2017 | 29 giugno 2017   | VIII             |
| Governo Tudose                   | 29 giugno 2017   | Tudorel Toader (1960)                | Indipendente                                                                         | 29 gennaio 2018                         |                  |                  | VIII             |
| Governo Dăncilă                  | 29 gennaio 2018  | Tudorel Toader (1960)                | Indipendente                                                                         | 24 aprile 2019                          |                  |                  | VIII             |
| Governo Dăncilă                  |                  |                                      | Ana Birchall (1973)                                                                  | Partito Social Democratico              | 24 aprile 2019   | 4 novembre 2019  | VIII             |
|                                  |                  | Cătălin Predoiu (1968)               | Partito Nazionale Liberale                                                           | Governo Orban I                         | 4 novembre 2019  | 14 marzo 2020    | VIII             |
| Governo Orban II                 | 14 marzo 2020    | Cătălin Predoiu (1968)               | Partito Nazionale Liberale                                                           | 23 dicembre 2020                        |                  |                  | VIII             |
|                                  |                  | Stelian Ion (1977)                   | Alleanza 2020 USR PLUS                                                               | Governo Cîțu                            | 23 dicembre 2020 | 1 settembre 2021 | IX               |
|                                  |                  | Lucian Bode (ad interim) (1974)      | Partito Nazionale Liberale                                                           | Governo Cîțu                            | 1 settembre 2021 | 25 novembre 2021 | IX               |
|                                  |                  | Cătălin Predoiu (1968)               | Partito Nazionale Liberale                                                           | Governo Ciucă                           | 25 novembre 2021 | 15 giugno 2023   | IX               |
|                                  |                  | Alina Gorghiu (1978)                 | Partito Nazionale Liberale                                                           | Governo Ciolacu I                       | 15 giugno 2023   | 23 dicembre 2024 | IX               |
|                                  |                  | Radu Marinescu (?)                   | Partito Social Democratico                                                           | Governo Ciolacu II                      | 23 dicembre 2024 | In carica        | X                |